# 農心
株式会社農心（ノンシン）は、韓国の製麺、インスタント食品、スナック菓子会社である。本社をソウル特別市銅雀区に置く。
「さらに上質な商品とサービスでより良い生活のために貢献する」と企業理念に掲げている。社名の農心は「農夫の心」という意味である。また、農心のロゴは農心シードと呼ばれ、「まいただけ刈り取る」「努力に値する収穫」という信念が込められている。シードは種、実、種子という意味で、芽生えさせ実らせる生命の根元を表している。

## 概要
ロッテで製菓事業に携わっていた創業者が、インスタントラーメン事業を行うためにロッテから独立し、1965年9月18日会社設立。創業者の辛春浩（シン・チュンホ）はロッテの創業者である重光武雄（辛格浩、シン・ギョクホ）の実弟。当時の社名はロッテ工業株式会社といった。設立当初製造していたラーメンのブランド名はロッテラーメンだった。しかしラーメン事業に反対する兄との対立から、1978年に社名を農心に変更し、ロッテグループから離脱。同社の商品の一つである「辛（シン）ラーメン」は韓国で高いシェアを持っており、他には「チャパゲティ」と「ノグリラーメン」が有名である。傘下企業に農心ケロッグがあり、ケロッグ社の韓国法人となっている。
業界紙の報道によると、日本法人である株式会社農心ジャパンの2011年度の売上高は前年比25%増で約40億円となった。同年の日本の即席麺の市場規模は5444億円で、市場シェアは0.7%となる(日本食糧新聞)。農心ジャパンは、加ト吉（現・テーブルマーク、JTグループ）との業務提携により2002年に発足した会社であり、加ト吉の流通ルートを利用した販売が行われていたが、2010年3月1日をもって業務提携は終了した。
1986年の発売開始から30年経った現在でも、1日平均300万個が販売されている。韓国インスタント麺市場では、「辛ラーメン」だけで25%のシェアを占めている。
また、農心では「最も韓国的な味が世界的なもの」という哲学を基本に置いており、以前から積極的に海外進出を行っている。主力商品である辛ラーメンは日本やアメリカを始め、アラブ首長国連邦やチリといった国にも輸出されており、今現在世界100余りの国に輸出されている。
それに伴い海外に拠点も複数設置しており、本国である韓国に本社と6つの工場や物流センターがあるほか、日本には東京、大阪、名古屋、九州に販売拠点が設置されている。アジア圏では他に中国の北京と広州に販売拠点、上海、青島、沈陽に工場が開設されている。北米地域ではニューヨーク、ロサンゼルス、トロントに販売拠点が置かれており、2005年にはロサンゼルスに新たに工場も設置するなど世界的に市場を拡大させている。更に農心では海外に輸出、販売を行うだけでなく、その国にある食品メーカーとも業務提携して輸入販売やライセンス生産も進めており、提携したメーカーと新製品の開発やコラボも積極的に行っている。提携したメーカーはケロッグやウェルチ、日本では伊藤園やハウス食品と言ったその国を代表するメーカーが多い。
2018年にはコストコやウォルマートでの販売を開始している。

## 沿革
農心の沿革について以下に示す。
- 1965年 - 農心の前身でもある「ロッテ工業株式会社」設立
- 1967年 - インスタントラーメン生産開始
- 1970年 - 韓国初インスタントの「ジャージャー麺」開発
- 1971年 - 韓国初スナック菓子の「セウカン」開発
- 1976年 - 安養工場、釜山工場完成
- 1978年 - 「株式会社農心」に社名変更
- 1980年 - 韓国初100％じゃがいもスナック「ポテトチップ」開発
- 1981年 - 韓国初カップ麺開発
- 1982年 - 安城工場完成
- 1985年 - ソウルオリンピック公式ラーメン供給会社指定、韓国ラーメン市場シェア1位
- 1986年 - 「辛ラーメン」開発、中国上海工場完成
- 1991年 - 牙山工場、亀尾工場完成
- 1997年 - 世界ラーメン協会に加盟、国家公認試験検査機関（KOLAS）認証を獲得
- 1998年 - 「カプリサン」ジュース工場完成
- 2005年 - アメリカロサンゼルス工場完成
- 2007年 - 菉山工場(韓国釜山)完成
- 2008年 - VISION2015宣言
- 2009年 - 韓国初の「食文化専門図書館」をオープン
- 2010年 - ダウジョーンズ持続可能経営値数(DJSI Korea)、食品産業最優秀企業選定
- 2011年 - 農心全工場「HACCP指定」獲得
- 2012年 - 「白山水」販売開始
- 2013年 - 韓国（食品業界）初アメリカウォルマート直接取引
- 2015年 - 農心創立50周年
- 2016年 - 辛ラーメン発売30周年
- 2017年 - 農心-味の素合弁会社設立 株式会社味の素農心プード
- 2018年 - 海外事業の過去最高売り上げを達成
- 2019年 - 辛ラーメンLIGHT（ノンフライ）発売
- 2021年 - 辛ラーメン焼きそば（袋・カップ）発売

## 韓国にある農心の工場
- 農心本社 - ラーメン、スナック菓子などを生産販売
- 安養工場 - 麺やスナック菓子の生産ライン
- 安城工場 - 麺やスナック菓子の生産ライン、スープ専門の生産施設
- 牙山工場 - スナック菓子専門の生産施設
- 亀尾工場 - 麺やスナック菓子の生産ライン
- 釜山工場 - 麺やスナック菓子の生産ライン
- 菉山工場 - 乾麺や米麺専門生産ライン

## グループ会社
- 農心ホールディングス
- 泰耕農産
- 栗村化学
- 農心企画
- 農心エンジニアリング
- NDS
- MEGAマート
- ホテル農心
- 農心開発
- 味の素農心フード

## 提携会社
現在、農心が提携する企業は世界に多数ある。
- ケロッグ (企業)
- チュッパチャプス
- ウェルチ (飲料)
- ハウス食品
- メントス
- キャンベル・スープ・カンパニー

## 農心の食品安全研究所
農心は1997年に業界初の国家公認試験検査機関（KOLAS）から公認認定を受けている。これにより農心では有害要素を事前に予測・分析が可能であり、国内外の多様な食品安全に対する技術移転とコンサルティングを行っている。
- 原産地の管理：ジャガイモ・エビ・天日塩・米・農産物などの原材料から、原産地、品質、健全性などの定期的な点検と検査を行っている。
- 残留農薬の検査：農薬の成分が検出される原料の使用を予防するために、すべての農産物や他関連製品に対し、最先端の分析装備（GC-MS/MS、LC-MS/MSなど）を活用し、230種余りの残留農薬を検査及びモニタリングを実施している。
- HACCP認証：全ての工場で、食品の危害要素が発生しないよう、HACCP基準に合わせた衛生管理システムを運営。HACCPとは、Hazard analysis critical control pointの略称であり、「危害要因分析重要管理点」を意味する。食品の原材料の生産から、最終的に消費者が摂取するまでの各段階で、生物学的、科学的、物理的な危害要素が該当の食品に混合したり、汚染されることを防ぐための衛生管理システムを構築している。
- ISO 9001(ISO品質経営システム)運営：食の安全と品質管理のため、ISO 9001基準を遵守。
- 釜山工場FSSC 22000：輸出製品に対するグローバルレベルでの安全性の保障のため、FSSC 22000（英語版）基準を順守。FSSCとは、Food Safety System Certificationの略称であり、国際食品安全協会(GFSI)から認定された食費安全/保安に関する国際規格のことである[13]。

## 異物混入問題
2008年3月17日、釜山工場で作られたスナック菓子からネズミの頭と推定される異物が発見された。長さが16ミリある異物は、毛の焼けた跡があるネズミの頭とみられ、食医薬庁は農心に対し、施設改修命令を下した。
2010年10月15日、農心が生産したカップ麺から相次いで幼虫などの異物が検出されたことが問題となった。
2012年10月25日には、インスタントラーメン6種のスープから発がん性物質のベンゾピレンが検出された。
2013年12月23日、辛ラーメンから砒素および重金属が検出されたことがマスコミで報じられた。
2021年8月14日、農心がドイツへ輸出した海鮮湯麺からEU基準の148倍を超える発がん性物質であるエチレンオキシドが検出されたと欧州食品安全機関（EFSA）が発表した。その後、2023年には台湾とタイでも輸出用「辛ラーメンブラック豆腐キムチ」のスープから基準値を超えるエチレンオキシドが検出され流通が停止している。

## ハラールに関連したできごと
2017年、インドネシア食品医薬品監督庁は、韓国製インスタントラーメンの一部から豚のDNAを検出。農心辛ラーメンブラックを含む4種のラーメンの輸入許可を取り消すとともに、流通している製品の全量回収を指示した。ラーメンには、ハラールではない旨を示す表記が無く、回収は被害が発生することを防ぐ措置。

## 株式会社農心ジャパンについて
日本法人である株式会社農心ジャパンは東京の千代田区に拠点を置く会社である。金大廈（キム・デハ）が代表を務める。
農心の日本市場進出は、2002年農心ジャパン設立から本格化され、大阪、名古屋、九州に支店を設立している。
4月10日を辛ラーメンの日に定めており、辛ラーメンファンクラブの運営を行っている。
農心のプロモーションに関しては、過去に実施したものが公式サイトに掲載されており、同社がどの場所でどのように自社製品の広報活動を行ったかが確認できる。
辛ラーメンの魅力を伝えることを目的とした「キッチンカー」などが特徴的である。農心のキッチンカーは毎年定期的に全国を横断しており、商品の試食をする事が可能。抽選で製品がプレゼントされるという企画も実施している。
2010年以前の場合は渋谷109前でサンプルの配布や、東北地方では駅に大型看板を設置しイベントで企業ロゴがプリントされた団扇を配布するなどの宣伝活動を行っている。
他に、2011年には、韓流ダンスグループ「T-ARA」とのコラボレーションを実施したり、2016年には、野菜ソムリエとのコラボメニューを発表し、ヘルシー路線を開拓したりと、様々な方向性から自社製品の知名度を高めるために工夫している。
最近では、辛ラーメンブランドの認知度をアップするため、キッチンカーでの試食イベント、ウェブサイトを活用した宣伝活動、羽田空港のカート広告など、多様なマーケティング活動を展開している。さらに日本プロ野球ソフトバンクホークスと連携し、消費者キャンペーンとイベントを行うなど、スポーツマーケティングを推進しており、若い世代向けにSNSも積極的に活用している。

## 日本で発売されている商品
現在日本で発売されている商品を以下に示す。
- 辛ラーメン（신라면）
- ノグリラーメン（韓国型たぬき（うどん）ラーメン）
- チャパゲティ（チャジャンミョン）
- チャーワン（チャジャンミョン）
- チャパグリ（チャジャンミョン）
- Angryチャパグリ（チャジャンミョン）
- ふるる冷麺 水冷麺
- ふるる冷麺 ビビン冷麺
- コリコレ鍋セット プデチゲ
- コリコレ鍋セット キムチチゲ
- コリコレ鍋セット コチュジャンチゲ
- 本場韓国コムタンラーメン
- 旨ラーメン
- カムジャ麺
- 安城湯麺
- 旨辛海鮮ちゃんぽん（チャムッポン）
- いかチャンポン（チャムッポン）
- 甘辛ヤンニョムチキンビビン麺
- 辛いえびせん（菓子・セウカンの日本版）
- ジョチョンユガスナック（米菓）
- ハニーツイストスナック（菓子）
- オニオンリング（菓子）

### 辛ラーメン
唐辛子ベースのスープに「かやく」はニンジン、シイタケ、唐辛子、ネギ。韓国では70%のシェアを持っている。辛ラーメンが出るまでは、醤油味や味噌味と言った伝統的な味がスープの主流であり、油で揚げた麺をあっさりとすることはできないか悩んだという。牛肉スープを元に辛さを研究し始め、1年以上をかけてトウガラシ材料の開発に打ち込み、1日に数十回の原料分析や配合、味見を繰り返し、200余回を超える実験過程を通して、ようやく現在辛ラーメンで使われているスープを発見し、辛ラーメンが誕生した。
2017年、大きめの具材（チンゲンサイ、しいたけ、味付かまぼこ、唐辛子）ともちもち食感の中太麺が入ったプレミアムな味わいの「辛ラーメンブラック」が発売された。

### ノグリラーメン
まるで“うどん”のように太くもちもちな食感の麺が特徴的なノグリラーメンはコシがあり食べ応え抜群の商品。「ノグリ」という名前は韓国語で「たぬき」を指しており、麺が丸くてぽっちゃりとした感じからたぬきを連想させるということでネーミングされた。
スープは唐辛子が効いた海鮮風味で、辛すぎずさっぱりとした味わいが特徴とのこと。

### ユッケジャンカップ麺
ユッケジャンスープ系のカップラーメン。以前は、パッケージの製造元に「農心ヅャパソ」（正しくは「農心ジャパン」）、住所が「新虎ノ門失業会館ビル」（正しくは「新虎ノ門実業会館ビル」）と記載されるなど、日本版パッケージでの誤植がみられたが、2018年現在は修正されて正しい表記になっている。

### キャンベル インスタントヌードル チキン風味
キャンベルスープが日本国内専用商品として開発したカップ麺。製造を韓国で行い、輸入を農心ジャパンが請け負っている。